# مادگرایی
در یونانی باستان، مادْگرایی (یونانی: μηδισμός / انگلیسی: medism) اصطلاحی در میان یونانیان بوده که معادل خیانت و همکاری با دشمن داشته یا همگرایی با ایرانیان (پارسیان) بوده‌است. اصطلاح «مادی» گرچه شاخه‌ای از ایرانیان دانسته می‌شده ولیکن چون با پارسیان تفاوت داشتند، نزد یونانیان به مردمانی متفاوت از پارسیان دانسته می‌شده‌است. آیسخولوس (Αἰσχύλος Aiskhylos) در تراژدی پارسیان از این واژه بهره جسته‌است.
یونانیان باستان، مادگرایی را گناه و جرمی بزرگ در زمان دولت-شهرهای یونانی می‌دانستند. برای نمونه در آتن، مادگرایان به خیانت به شهر مظنون می‌گشتند. در دیگر شهرها نیز وضع چنین بود؛ همچنین در منابع تاریخی آمده که در شهر تئوس (Teos)، قانونی کهن وجود داشته که اگر کسی گرایش مادگرایی داشته محکوم به مرگ می‌گشته‌است زیرا وی به یاری پارسیان شتافته‌است.

## برای مطالعهٔ بیشتر
- Medism: Greek collaboration with Achaemenid Persia by David Frank Graf
- Medism in the Sixth and Fifth Centuries B.C. by Helen Harriet Thompson
- “The Medism of Thessaly,” Henry Dickinson Westlake